# John Franklin Enders
John Franklin Enders (West Hartford, Connecticut, 10. veljače 1897. – Waterford, Connecticut, 8. rujna 1985.), američki znanstvenik.
Godine 1954. dobio je Nobelovu nagradu za fiziologiju ili medicinu zajedno s Thomas Huckle Wellerom i Frederick Chapman Robbinsom za otkriće mogućnosti virusa poliomijelitisa da raste u različitim tipovima kulture tkiva.

## Vanjske poveznice
- Životopis na internet stranicama Nobel Foundacije